# 土々呂駅
土々呂駅（ととろえき）は、宮崎県延岡市土々呂町にある、九州旅客鉄道（JR九州）日豊本線の駅である。

## 歴史
- 1922年（大正11年）2月11日：鉄道省が開設[1][2]。
- 1962年（昭和37年）10月1日：貨物取扱廃止[2]。
- 1974年（昭和49年）11月20日：荷物取扱廃止、旅客のみ取扱[3]。無人駅となる[4]。
- 1987年（昭和62年）4月1日：国鉄分割民営化により、JR九州の駅となる[2]。
- 1996年（平成8年）6月1日：宮崎総合鉄道事業部発足により、大分支社から鹿児島支社に移管。
- 2022年（令和4年）4月1日：宮崎支社の発足により、鹿児島支社から同支社へ移管[5]。

## 駅構造
相対式ホーム2面2線を有する地上駅で、跨線橋と待合所を備える。また付近には、保線用車両の車庫などJR関係の施設がある。
無人駅である。

### のりば
| のりば | 路線      | 方向 | 行先               | 備考             |
| ------ | --------- | ---- | ------------------ | ---------------- |
| 1      | ■日豊本線 | 上り | 延岡・佐伯方面     |                  |
| 1      | ■日豊本線 | 下り | 宮崎・宮崎空港方面 | 通常はこのホーム |
| 2      | ■日豊本線 | 下り | 宮崎・宮崎空港方面 | 行違い時のみ     |

2番線を上下主本線とした一線スルーであり、通過列車は原則として2番のりばを通過するが、停車列車は行違いが無い限り1番のりばを優先して使用する。

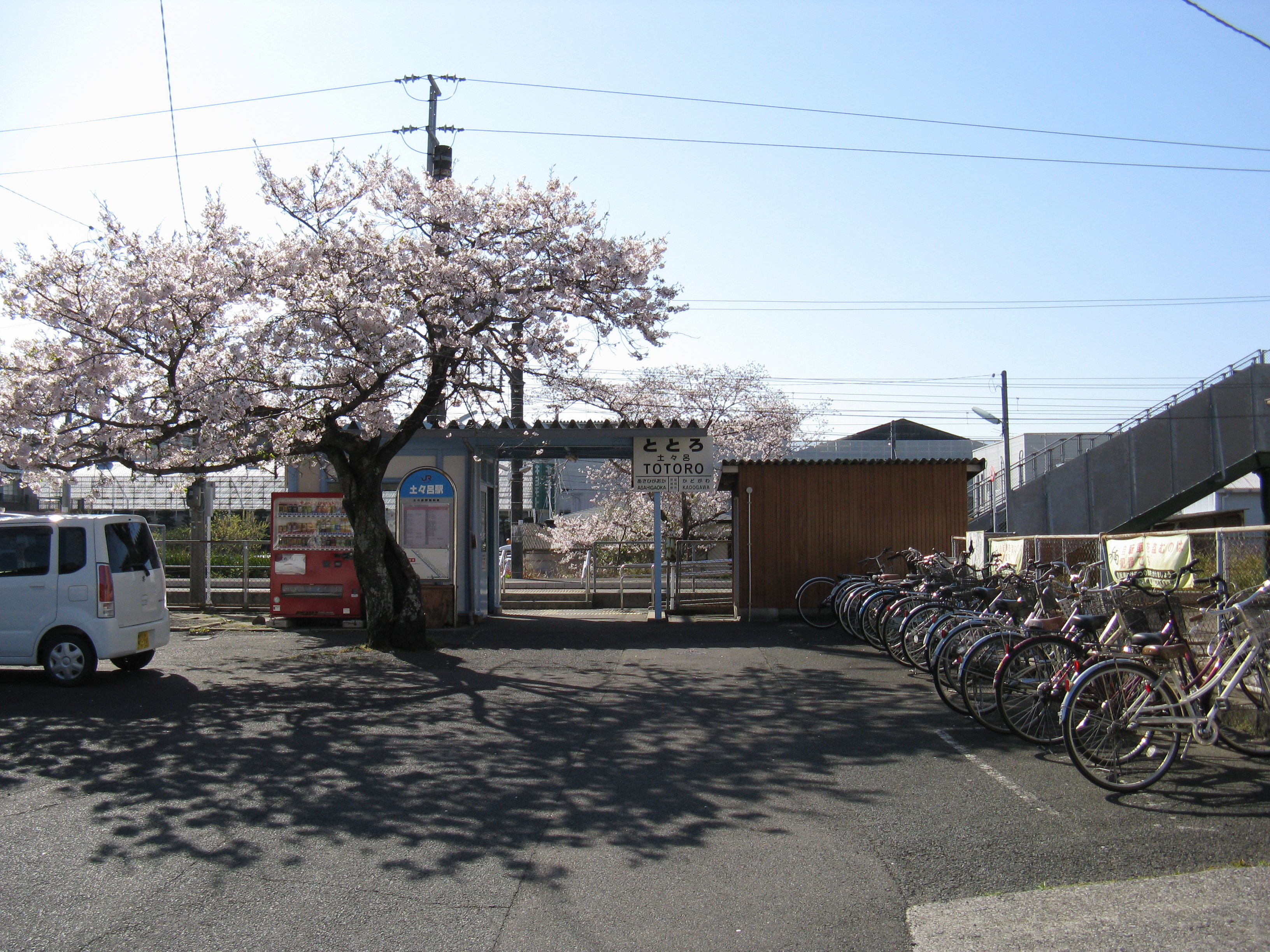
改札口と待合所　2011年4月
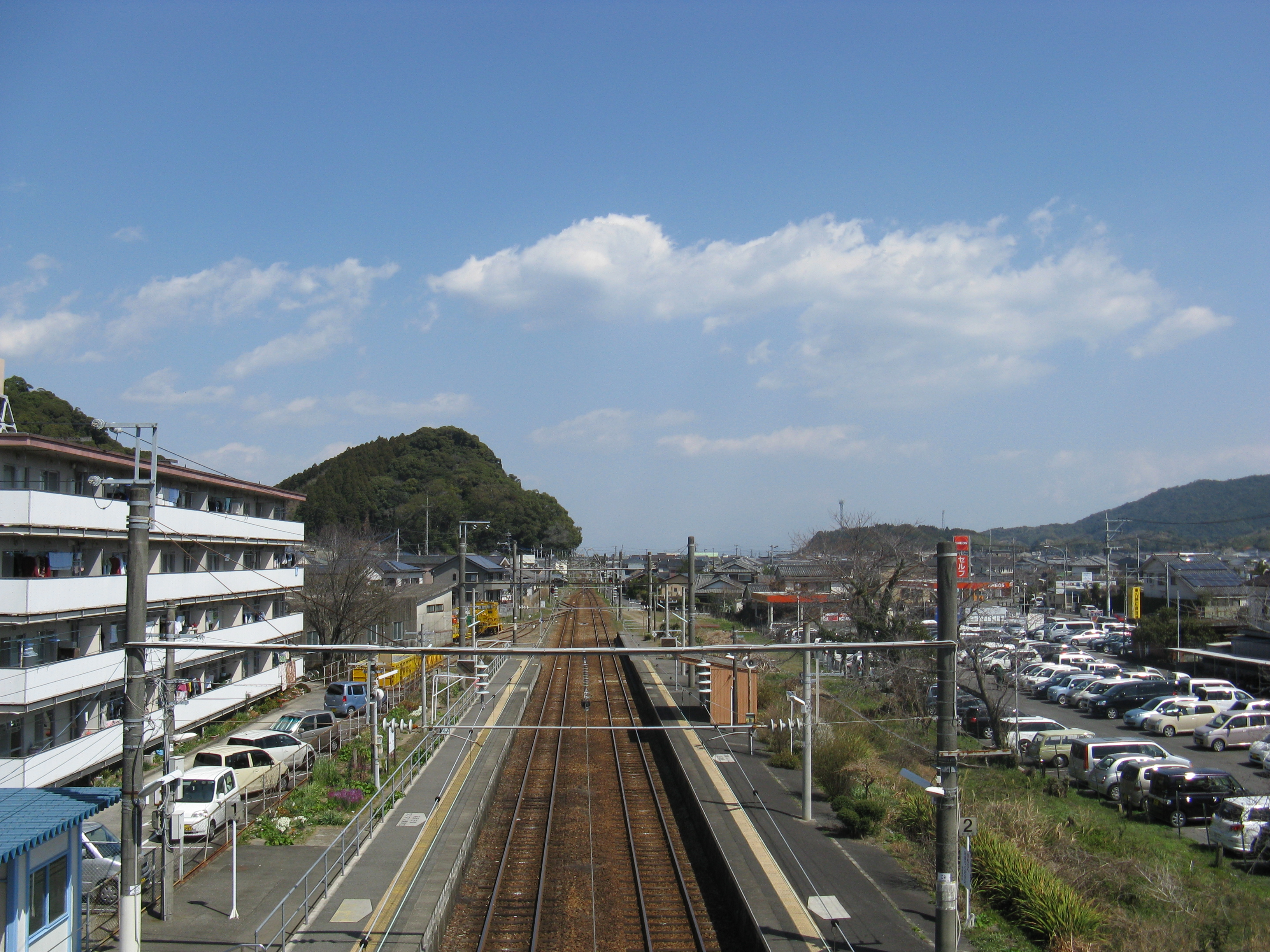
跨線橋から延岡・佐伯方面を望む
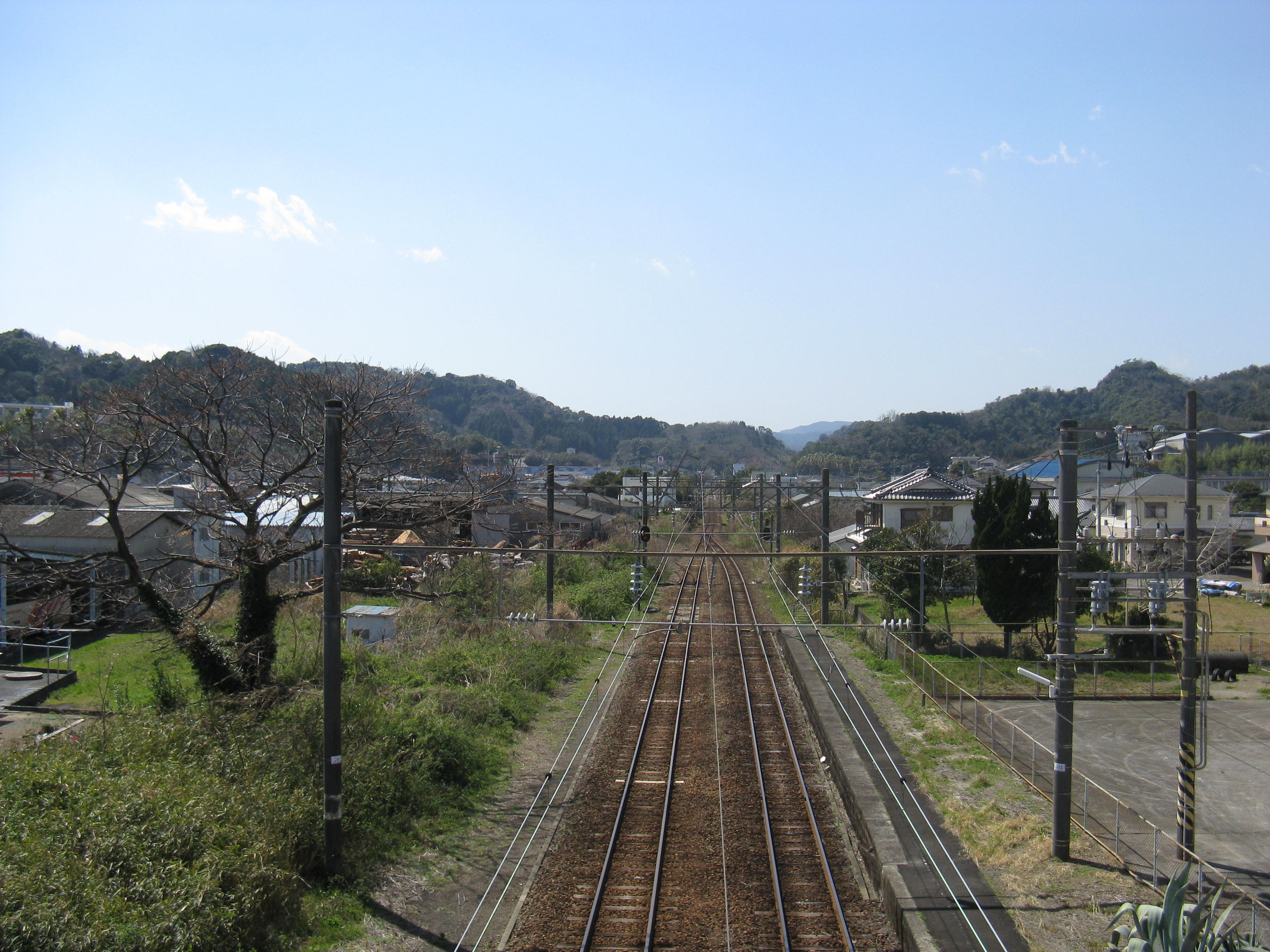
跨線橋から日向・宮崎方面を望む
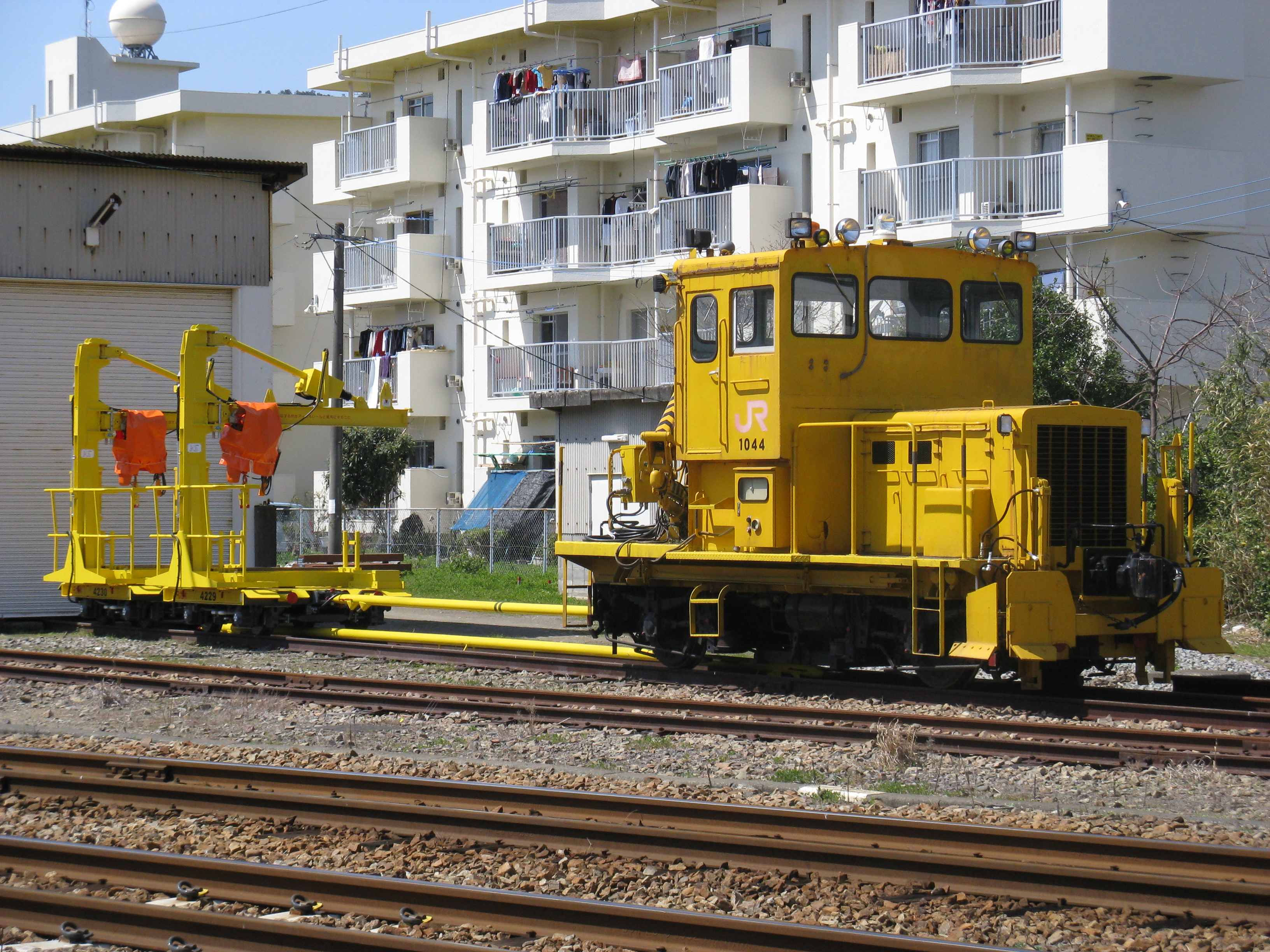
モーターカー

## 利用状況
近年の1日平均乗車人員は以下の通り。
| 年度   | 1日平均 乗車人員 |
| ------ | ---------------- |
| 1996年 | 89               |
| 1997年 | 94               |
| 1998年 | 87               |
| 1999年 | 90               |
| 2000年 | 84               |
| 2001年 | 80               |
| 2002年 | 81               |
| 2003年 | 84               |
| 2004年 | 86               |
| 2005年 | 80               |
| 2006年 | 75               |
| 2007年 | 73               |
| 2008年 | 69               |
| 2009年 | 50               |
| 2010年 | 70               |
| 2011年 | 81               |
| 2012年 | 78               |
| 2013年 | 81               |
| 2014年 | 77               |
| 2015年 | 67               |

## 駅周辺

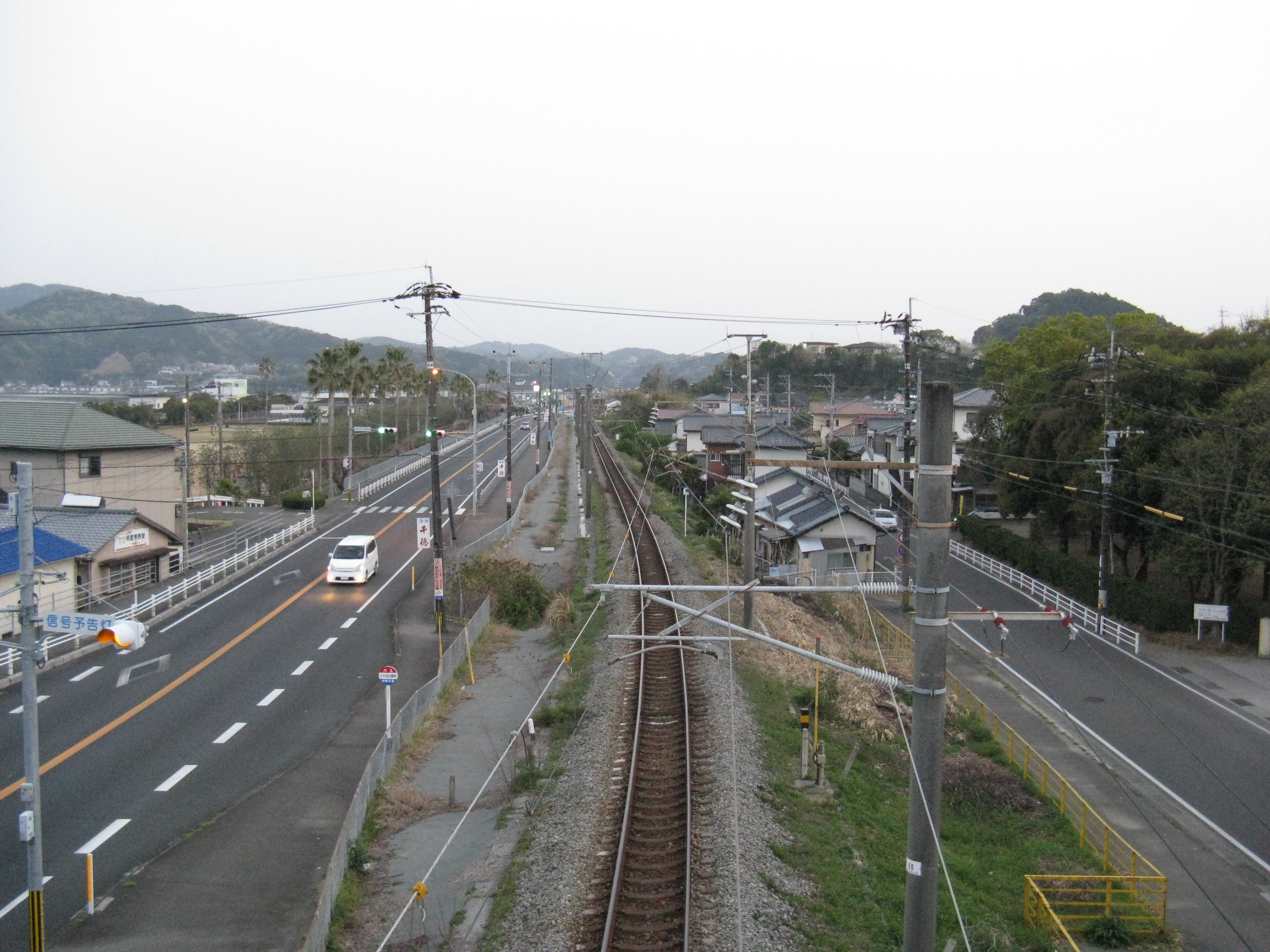
土々呂海水浴場駅跡付近

かつて当駅と隣駅である旭ヶ丘駅（当時はまだなかった）との間に夏期限定で「土々呂海水浴場駅（仮乗降場）」が設置されたこともあった。現在はこの海水浴場は閉鎖されている。

### 東側
- 清本鐵工本社、延岡工場
- センコー延岡支店

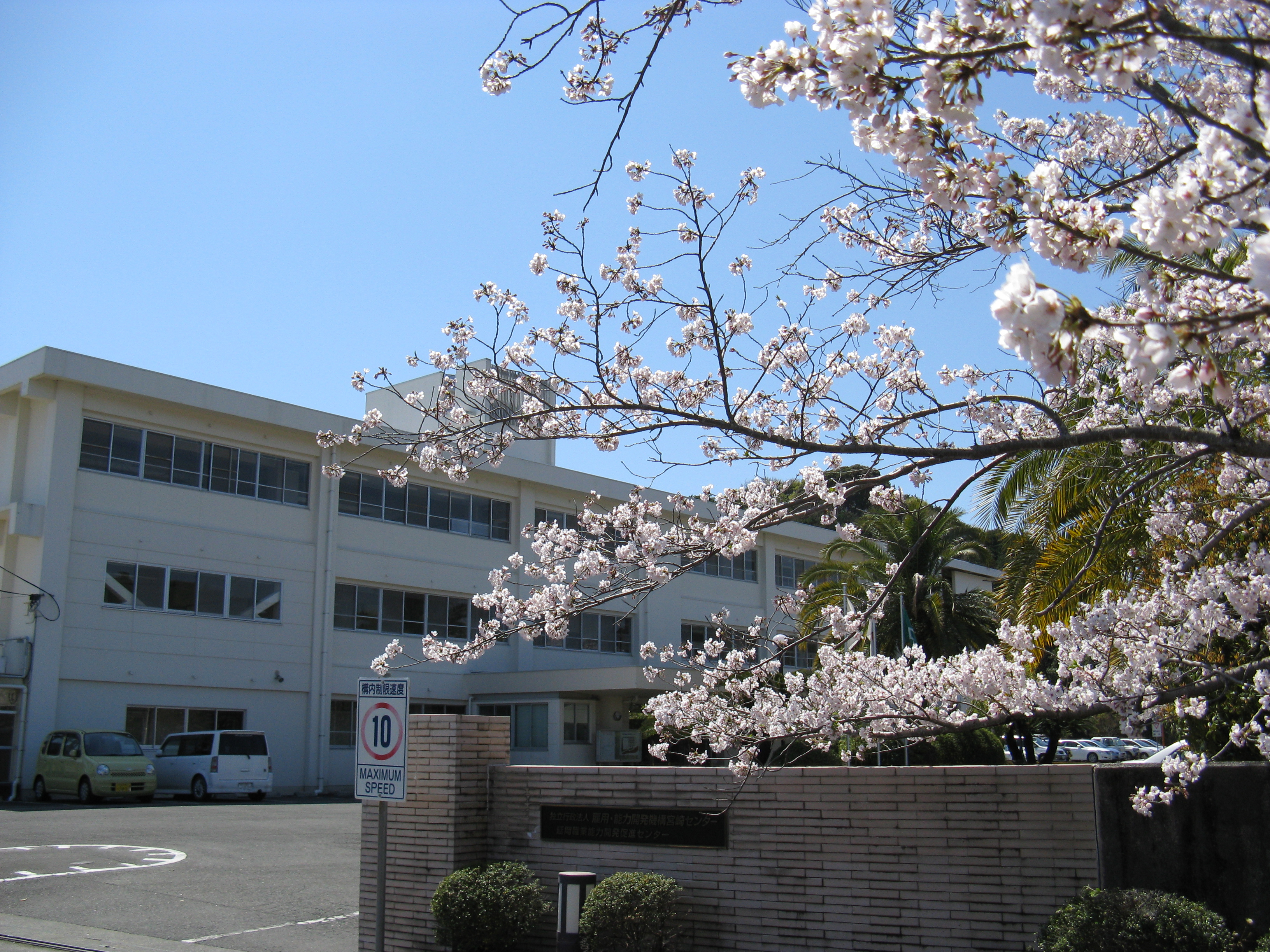
延岡職業能力開発促進センター

- 宮崎職業能力開発促進センター延岡訓練センター（愛称：ポリテクセンター延岡）
- 延岡地域職業訓練センター
- 土々呂郵便局
- 土々呂漁港
- 延岡市伊形支所
- 土々呂バス停留所 - 宮崎交通
- 国道10号

### 西側
- 東九州自動車学校
- 延岡市立土々呂小学校

## 隣の駅
九州旅客鉄道（JR九州）
■日豊本線
旭ケ丘駅 - 土々呂駅 - 門川駅